# Romain Poyet
Romain Poyet (* 25. November 1980 in Le Coteau) ist ein ehemaliger französischer Fußballspieler.

## Karriere
Poyet begann 1987 in der Umgebung von Roanne das Fußballspielen und wechselte später ins Ausbildungszentrum der AS Saint-Étienne, wo er allerdings lediglich ein Jahr blieb, da er von den Trainern als physisch zu schwach eingeschätzt wurde. Danach spielte er wieder für zwei kleine Vereine aus der Region um Roanne. 2001 unterschrieb der Flügelspieler beim Viertligisten AS Saint-Priest, wo er direkt zum Stammspieler avancierte. Dank einer guten Leistung in einem Pokalspiel gegen die AJ Auxerre wurde er im Sommer 2002 von dem Erstligaverein unter Vertrag genommen. Allerdings verblieb er in der vierten Liga, da er in Auxerre zunächst ausschließlich in der zweiten Mannschaft aufgestellt wurde. Am 20. September 2003 gelang ihm nach mehr als einem Jahr sein Erstligadebüt, als er beim 4:1 gegen den SC Bastia in der 87. Minute eingewechselt wurde. Insgesamt kam er in der Liga nicht über sechs Spiele hinaus, wobei er stets eingewechselt wurde. Dementsprechend wurde im Sommer 2004 ein Leihgeschäft organisiert und Poyet wechselte für ein Jahr zum Zweitligisten Clermont Foot. Bei Clermont gehörte er sofort den Leistungsträgern an und erzielte zehn Tore. Nach seiner Rückkehr zu Auxerre wurde er zwar häufiger aufgeboten, jedoch immer noch ausschließlich als Ersatzspieler. Dies hatte zur Folge, dass er nach drei Jahren in Auxerre in zwanzig Erstligaspielen kein Mal von Beginn eingesetzt worden war und kein einziges Tor erzielt hatte. Allerdings erzielte er für die Mannschaft bei seinem UEFA-Cup-Debüt am 15. September 2005 gegen Levski Sofia nach seiner Einwechselung ein Tor und lief auch im Rückspiel auf, konnte das Ausscheiden Auxerres aber nicht verhindern. 
Der Vertrag wurde am Ende der Spielzeit 2005/06 nicht verlängert und Poyet fand stattdessen im FCO Dijon einen neuen Arbeitgeber. Bei Dijon spielte er häufiger und stand auch regelmäßig in der Startelf, auch wenn er keine große Zahl an Torerfolgen aufweisen konnte. Im Januar 2008 wechselte er zum Ligakonkurrenten Stade Brest, wo er als Joker eingeplant war, als welcher er aber fast in jeder Partie zum Einsatz kam. Mit der bretonischen Mannschaft gelang ihm 2010 zudem der Aufstieg in die erste Liga. Auch danach blieb Poyet eine Stammkraft im Team und konnte zweimal den Klassenerhalt sichern, bis er sich für einen Wechsel zur SM Caen zu Saisonbeginn 2012/13 entschloss. Bei Caen übernahm Poyet ein weiteres Mal die Rolle des Jokers, als welcher er, wie in Brest, in einem Großteil der Begegnungen eingewechselt wurde. Nach der Sommerpause 2013 verlor er innerhalb der Mannschaft jedoch jegliche Bedeutung, kam nicht mehr über einen Kurzeinsatz hinaus und wurde daher im Januar 2014 an den Drittligisten SC Amiens verliehen. Am Ende der Spielzeit endete seine Zeit in Amiens, doch eine Rückkehr zum in die Erstligaaufsteiger Caen wurde dem damals 33-Jährigen verwehrt. Stattdessen ergab sich sein weiterer Verbleib beim SC Amiens, wo er fortan regelmäßig aufgeboten wurde.
Zum Saisonende 2014/15 beendete er mit 34 Jahren nach 87 Erstligapartien mit sechs erzielten Toren sowie 185 Zweitligaspielen mit 27 Treffern seine Spielerlaufbahn. Poyet blieb jedoch beim SC Amiens und übernahm die Funktion des Co-Trainers.